# Sophie Hansson
Sophie Hansson (Helsingborg, 2 augustus 1998) is een zwemster uit Zweden.
In 2014 nam Hansson deel aan de Olympische Jeugdzomerspelen 2014.
Twee jaar later op de Olympische Zomerspelen van Rio de Janeiro in 2016 nam ze deel aan de 100 meter schoolslag en de
200 meter schoolslag.
Op de Europese kampioenschappen zwemmen 2020 behaalde ze een gouden medaille op de 100 meter schoolslag.
Sophie Hansson is de zus van Olympisch zwemster Louise Hansson.